# 김양식
김양식(金良植, 1931년 1월 14일~)은 대한민국의 시인이다. 인도학자이기도 한 그녀는 인도의 시인인 라빈드라나트 타고르의 여러 작품들을 한국어로 번역해 왔다.한-인도 문화협회를 통한 문화 교류에 기여한 공로로 2002년 인도 정부 로부터 인도 민간인 최고 훈장인 파드마 슈리를 받았다.서초문인협회 회장, 대한농구협회 부회장, 국제펜클럽 한국본부 이사, 한국여성문학회 자문위원 등을 역임한 그녀는 현재 인도박물관 관장 및 국제펜클럽 한국본부의 고문을 맡고 있다.